# Ембрион

## Ембрион при животните
След оплождането на яйцеклетката от сперматозоида се получава зигота. При последващото ѝ делене се образува група от клетки, обхваната от пеликулата, която се нарича ембрион. След като ембрионът напусне пеликулата, той вече се нарича фетус.
При животните развитието на зиготата в ембрион преминава през специфичните ясно обособени фази на бластула, гаструла и органогенеза.